# بتوسفلمينغ (كورنوال)
بتوسفلمينغ (بالإنجليزية: Botusfleming)‏ هي قرية و أبرشية مدنية تقع في المملكة المتحدة في إنجلترا.  يقدر عدد سكانها بـ 750 نسمة .